# Scott Machado
 Michael Scott Machado  (* 8. Juni 1990 in Queens, New York) ist ein US-amerikanischer Basketballspieler brasilianischer Abstammung. Er spielt momentan für den spanischen Club ICL Manresa in der ACB Liga auf der Position des Spielmachers.

## Karriere
Scott Machado wuchs im New Yorker Stadtteil Queens als Sohn brasilianischer Eltern auf. Er wurde bei der NBA-Draft 2012 nicht ausgewählt. Er unterschrieb im November 2012 einen Vertrag bei den Houston Rockets. In seiner ersten NBA-Saison kam auf 6 Spiele und wurde immer wieder an das Farmteam der Rockets entsandt, die Rio Grande Valley Vipers. Für die Rockets selbst spielte er insgesamt bei 5 Play-off-Spielen mit. Im April 2013 unterschrieb er dann einen Vertrag bei den Golden State Warriors bis zum Rest der Saison. Die Saison 2013/14 begann Machado in der NBA D-League für die Santa Cruz Warriors. Im April 2014 wechselte er nach Europa zum französischen ASVEL. Für die Saison 2014/15 unterschrieb Machado einen Vertrag bei BC Kalev, der in der VTB United League spielte. Hier wurde er zum Spieler des Monats März 2015 gewählt. Im Juli 2015 unterzeichnete Machado bei den EWE Baskets Oldenburg in der Basketball-Bundesliga. Jedoch blieb er auch dort nur für eine Saison und wechselte zu Beginn der BBL Saison 2016/2017 zum BBL Aufsteiger Rasta Vechta. Am 5. Dezember wurde sein Vertrag jedoch aufgelöst, danach spielte er für den spanischen Club ICL Manresa in der spanischen ACB Liga.

## Erfolge und Auszeichnungen
- MAAC Player of the Year (2012)
- MVP des Monats März 2014 in der VTB United League